# Northern Grampians Shire
Koordinaten: 37° 3′ S, 142° 46′ O

Northern Grampians Shire ist ein lokales Verwaltungsgebiet (LGA) im australischen Bundesstaat Victoria. Das Gebiet ist 5729,9 km² groß und hat etwa 11.439 Einwohner.
Northern Grampians liegt im Zentrum des Westens von Victoria etwa 240 km nordwestlich der Hauptstadt Melbourne und schließt folgende Ortschaften ein: St Arnaud, Marnoo West, Navarre, Glenorchy, Stuart Mill, Moyreisk, Lubeck, Stawell, Halls Gap und Great Western. Der Sitz des City Councils befindet sich in Stawell im Süden der LGA, einer Stadt mit etwa 5500 Einwohnern.
Nachdem Mitte des 18. Jahrhunderts zuerst Schaf- und Rinderzüchter in die Region gekommen waren entstanden größere Ortschaften in den Zeiten des Goldrauschs nach 1850. Nachdem die Vorkommen zwischenzeitlich erschöpft schienen, wurde in den 1980er Jahren neues Gold entdeckt und heute ist die Stawell Gold Mine die größte Goldmine Victorias.
Das Shire liegt nordöstlich der Bergkette der Grampians und der 300-Einwohner-Ort Halls Gap ist die einzige größere Siedlung im 167.000 ha großen Grampians-Nationalpark. Besonders bekannt ist die Gegend für die jahrtausendealten Felsenmalereien der Aborigines, zum Beispiel in Bunjil’s Shelter.
Stawell ist auch bekannt für das prestigeträchtige Sprintrennen Stawell Gift, das bereits seit 1878 zur Osterzeit ausgetragen wird. Dabei handelt es sich um ein 120-m-Rennen auf Rasen mit Handicap-System, das heißt schwächere Sprinter bekommen bis zu 10 Meter Vorsprung. Das Finale des Rennens wird live im australischen Fernsehen übertragen und der Sieger bekommt ein Preisgeld von 40.000 australischen Dollar.

## Verwaltung
Der Northern Grampians Shire Council hat neun Mitglieder, die von den Bewohnern der zwei Wards gewählt werden. Von diesen beiden Bezirken stellt Bolangum drei und Grampians sechs Councillor. Aus dem Kreis der Councillor rekrutiert sich auch der Mayor (Bürgermeister) des Councils.